# الحزب الديمقراطي التقدمي
الحزب الديمقراطي التقدمي ، هو أحد أهم الأحزاب التونسية. أسس الحزب في 13 ديسمبر 1983 تحت اسم التجمع الاشتراكي التقدمي (RSP) ورخص له في 12 سبتمبر 1988. شارك الحزب في الانتخابات التشريعية لعامي 1989 و1994، كما شارك في الانتخابات التشريعية لعام 1999 غير أنه كان الحزب المعارض الوحيد الذي لم يفز بأي مقعد رغم صدور قانون يمنح 20% من مقاعد مجلس النواب للمعارضة، وقد فسّر بعض المراقبين ذلك بعدم رضا السلطة على انتقادات الحزب لها. في مؤتمر الحزب لسنة 2001 غيّر اسمه إلى الاسم الحالي. سنة 2002 عارض الحزب التعديلات الدستورية التي تمنح الرئيس زين العابدين بن علي حصانة قضائية وتمكنه من تمديد ولايته. في ديسمبر 2006 وقع انتخاب مية الجريبي كأمينة عامة للحزب خلفا لمؤسسه أحمد نجيب الشابي، وكانت بذلك أول امرأة تتولى المسؤولية الأولى في حزب سياسي تونسي. في سبتمبر 2007 دخل الشابي والجريبي في إضراب على الطعام بسبب ملاحقة قضائية قام بها مالك مقر الحزب لإخراجه منه. يؤكد الحزب أن للقضية خلفية سياسية وأنها تأتي ضمن موجة من المضايقات المتواصلة التي يتعرض لها الحزب. أوقف الإضراب على الطعام بعد التوصل إلى تسوية مع صاحب المحل. يصدر الحزب جريدة الموقف ولونه الانتخابي هو الأصفر. شارك في انتخابات المجلس التاسيسي بعد الثورة التونسية وحل خامسا ب 16 مقعد. إنحل الحزب بعد أن كوّن حزب جديد يضم عدة أحزاب أخرى وهو الحزب الجمهوري.

## تاريخ الحزب الديمقراطي التقدمي

### جذور النشأة
يجد الحزب جزور نشأته في الظروف المحيطة بالانفتاح السّياسي الّذي أعلنت عنه حكومة مزالي سنة 1981 تحت ضغوط التّوترات الاجتماعية الّتي شهدتها البلاد، مثل أزمة 1978 مع الاتّحاد العام التونسي للشغل ثمّ الأزمة الأمنية بقفصة سنة 1980. وقد أدّى هذا الانفتاح إلى أوّل انتخابات تعدّدية في البلاد. إلّا أنّ هذه الانتخابات فشلت في تحقيق تحوّل دّيمقراطي حقيقي نظرا للتزوير الواسع الذي شهدته.
في نفس هذه الظروف من الانفتاح المحتشم تمتّع أحمد نجيب الشّابي بعفو رئاسي أنهى به فترة أربع سنوات من العمل السياسي السرّي استمرّ منذ عودته خلسة من منفاه بفرنسا سنة 1977. وشرع الشّابي مع مجموعة من المناضلين التقدّميين في مشاورات تهدف إلى توحيد شتات قوى المعارضة الدّيمقراطية في هيكل سياسي موحّد. وقد اتّفقت هذه النّواة الأولى على مبدأ العمل السياسي العلني لكونه، ورغم تضييقات السلطة، يضمن أوسع تشريك للمواطن في الشأن السياسي.
مبكرا وقبل التّكوين الفعلي للحزب واجهت الأفكار التّقدّميّة والدّيمقراطيّة الّتي تمّ التعبير عنها تضييقات من السّلطة حيث قامت باعتقال عدد من الرموز بتهمة «العمل على تأسيس حركة سياسيّة محظورة». بالرغم من ذلك تكثّفت الأنشطة والمشاورات لبلورة الفكرة بوضوح إلى حدود انعقاد الندوة الصّحفية يوم الثلاثاء 13 ديسمبر 1983 الّتي تمّ الإعلان فيها عن تأسيس «التّجمّع الاشتراكي التّقدّمي RSP» وهي التسمية الأولى «للحزب الدّيمقراطي التّقدمي PDP». وكانت من ضمن المجموعة المؤسسة مناضلة شابّة (23 سنة) هيّ ميّة الجّريبي. وقدّم الحزب في نفس هذه الندوة طلبه الرّسمي للحصول على التّأشيرة القانونيّة. إلّا أنّ هذا الطلب بقي بدون ردّ إلى حدود سنة 1988 حين استغلّ الحزب الخطاب ذو المظهر الدّيمقراطي المنفتح للرئيس الجديد بن علي ليطالب بالاعتراف القانوني الفوري.

### القطيعة مع نظام بن علي
لم تدم الهدنة مع نظام الحكم طويلا، إذ بادر الحزب بالاحتجاج على تزوير انتخابات 1989 الّتي فاز فيها الحاكم بكلّ مقاعد مجلس النوّاب. كما أعلن مقاطعته للانتخابات البلديّة الّتي تلت، حيث أنّه أصبح من الواضح تخلّي السّلطة عن التّعهّدات التي تمّ الاتّفاق عليها في الميثاق الجمهوري. لكنّ القطيعة الفعليّة والتّامة مع النّظام تزامنت بالتحديد مع الحملة القمعيّة الّتي تعرّض لها الإسلاميّون بداية التسعينات. وأمام رفض السكوت عن تجاوزات السّلطة والدّخول ضمن المعارضة الشّكلية تعرّض الحزب بدوره إلى شتّا أنواع المضايقات البوليسيّة والإقصاء الكامل من المشهد السّياسي والإعلامي التّونسي. كما بقي الحزب خلافا لبقيّة الأحزاب القانونية محروما من أيّ دعم مالي عمومي طوال فترة بن علي.
وفي ظلّ الجمود الّذي ساد الحياة السياسية جعل الحزب من مشاركاته في انتخابات 1994 و 1999 وما تلاها فرصة لتسليط الضوء على انعدام أدنى شروط التنافس الدّيمقراطي وعلى التناقض الصارخ بين الخطاب الّذي تسوّغه الحكومة والممارسات الّي ترزح تحتها الحياة السياسية في تونس. ولم يتحصّل الحزب في هذه الانتخابات المزوّرة على أيّ مقعد وتواصل الحال على ما هوّ عليه حتّى بعد إقرار قانون يمنح المعارضة 20% من المقاعد الّتي كانت توزّع في الحقيقة لمكافئة الأحزاب حسب درجة ولائها ولإقصاء المعارضة الوطنيّة الجديّة.